# Pavel Turnovský
Pavel Turnovský (* 19. července 1950 v Praze) je český astrolog.

## Životopis
Žije v Praze. Je astrosymbolog, publicista a výtvarník surrealistické orientace (názorový okruh Auroboros). V sedmdesátých a osmdesátých letech byl členem alternativních rockových skupin Extempore, MCH Band, i aktivistou Jazzové sekce.
V letech 1981 až 1992 pracoval jako strážný v pražské Loretě, což mu umožnilo věnovat se intenzívně studiu astrologie, jíž se ale věnuje už od roku 1968. V letech 1982 až 1983 se začal orientovat na humanistickou astrologii a zahájil bytové semináře, jež se staly základem pozdější astrologické školy. Bezprostředně po pádu komunistického režimu inicioval založení Astrologické společnosti ČR, jejímž byl v letech 1990 až 1996 předsedou. Po tuto dobu byl také editorem časopisu Konstelace (20 čísel). Je přívržencem tzv. humanistické a transpersonální astrologie, za jejíhož zakladatele je považován Dane Rudhyar. V r. 1990 vypracoval skripta Úvod do moderní (humanistické) astrologie, které postupně vyšly ve velkém nákladu jako součást seriálu "Republika ve hvězdách" v časopisu Reflex. Byl rovněž jedním z iniciátorů znovuvzkříšení Universalie – společnosti československých hermetiků (jaro 1989 – červen 1990), v níž zastával funkci tajemníka. V roce 1994 z Universalie odešel. V r. 1992 Pavel Turnovský, již jako profesionální astrolog, založil vlastní školu humanistické a transpersonální astrologie, známou dnes jako Astrologická škola pro statečné. O rok později se setkává s význačnými astrology Alexandrem Rupertim a Mariefem Cavaignacem na Světovém astrologickém kongresu v Luzernu. V r. 1994 spoluorganizoval 1. Evropský astrologický kongres v Praze a v nakladatelství Půdorys Ladislava Moučky vydal monografii Rozloučení s tradiční astrologií (celkem 2 vydání). V r. 1995 se v Paříži zúčastnil kongresu Centenaire Dane Rudhyar, konaného při příležitosti 100. výročí narození a 10. výročí úmrtí Dane Rudhyara. V r. 1996 založil Informační servis pro transformaci astrologie ISTA, později známé jako Institut rudhyarovských studií a Sdružení pro rudhyarovská studia a zahájil vydávání revue Rezonance, vycházející později souběžně s revuí TransForMotor astroložky Martiny Lukáškové. V r. 1997 spoluorganizoval 2. Evropský astrologický kongres, konaný rovněž v Praze; v témže roce ukončil členství v Astrologiké společnosti pro názorové rozdíly. O rok později zahájil spolupráci s Josefem Žáčkem na webové České astrologické stránce, redigované v duchu humanistické a transpersonální astrologie.
Od roku 2001 vede svoji astrologickou školu společně s Martinou Lukáškovou (MINTAKA – Centrála humanistické a transpersonální astrologie.
13. srpna 1981 byl zaveden do protokolu registrace svazků agenturního a kontrarozvědného rozpracování s krycím jménem TURNOV pod registračním číslem 22858. Svazek byl v roce 1989 zničen. Dne 4. ledna 2019 mu bylo uděleno osvědčení o tom, že byl účastníkem odboje a odporu proti komunismu
ev. č. 262004928/18/2019-7460

## Tvorba
Pavel Turnovský je autorem knihy „Rozloučení s tradiční astrologií“ (1. vydání 1994, 2. vyd. 2003) a řady drobnějších prací, přeložil rovněž některé astrologické publikace. Podílel se na českém astrologickém programu Johannes.
Je zakladatelem a správcem obsažných webů www. rezonance.cz a www.astrologie.cz, jejichž součástí jsou např. astrologické texty, databáze známých osobností podle data narození aj.
Výtvarná činnost: řada autorských a skupinových výstav doma i v zahraničí (Francie, Německo, Velká Británie, Skandinávie, Japonsko), spolupráce s časopisy Jazz Bulletin, Analogon, Host, Crescel Noire, Camouflage a Flagrant Delit.